# Монастир Філофей
40°13′32.00″ пн. ш. 24°17′27.00″ сх. д. / 40.2255556° пн. ш. 24.2908333° сх. д.
Монастир Філофей (грец. Μονή Φιλοθέου) — грецький чоловічий православний монастир на Святій горі Афон, займає в святогірській ієрархії дванадцяте місце. Розташований на північно-східному узбережжі півострова Айон-Орос, поблизу монастиря Каракал.

## Історія
Монастир Філофей заснований в 11 столітті святим Філофеєм. Соборний храм присвячений на честь Благовіщення Пресвятої Богородиці. Паракліси, або каплиці, в монастирі такі: святих Іоанна Златоустого; Миколи Чудотворця, трьох ієрархів, святого Предтечі, святих Архангелів, Марини, а також Всіх Святих. Поза монастирем діють 17 церков, що також належать до обителі Філофея.

## Реліквії
Крім Животворящого древа Хреста Господнього, в монастирі Філофея зберігаються частини мощей: правої руки Іоанна Златоустого; нога, починаючи від коліна, святої великомучениці Марини; ліва нога святого великомученика Пантелеймона; частину руки та лобу преподобного Луки Елладського; частини мощей: святого мученика Ісидора, святого священномученика Харалампія; кров святого великомученика Димитрія Солунського і частина мощей святої мучениці Параскеви.

## Ігумени
- Єфрем (Мораітіс) (1974—1990)
- Никодим (з 2001)